# Abonyi Árpád
Abonyi Árpád, születési nevén nagyabonyi Csiba Árpád (Barsszentkereszt, 1865. szeptember 11. – Budapest, 1918. július 25.) író, kolozsvári, majd budapesti újságíró.

## Élete
A nemesi származású nagyabonyi Csiba család sarja. A teljes születési neve Bertalan Emil Árpád. Apja nagyabonyi Csiba Bertalan, mérnök, anyja Taug Mária volt. Jogtudományi tanulmányokat Kolozsvárott folytatott, a jogi egyetem befejezése után az újságírói pályára lépett. 1896-tól több újságnak dolgozott (Kolozsvári lapok, Ország-Világ, Fővárosi Lapok, Magyar Hírlap, Magyarország). 1887-ben Füst című novellájával pályadíjat nyert, Hírnév c. drámáját bemutatták Kolozsvárott. Tagja volt a Petőfi Társaságnak.
Regényeket, ifjúsági műveket és színdarabokat írt.

## Nevezetesebb regényei és novelláskötetei
- Forradalom
- A mesemondó

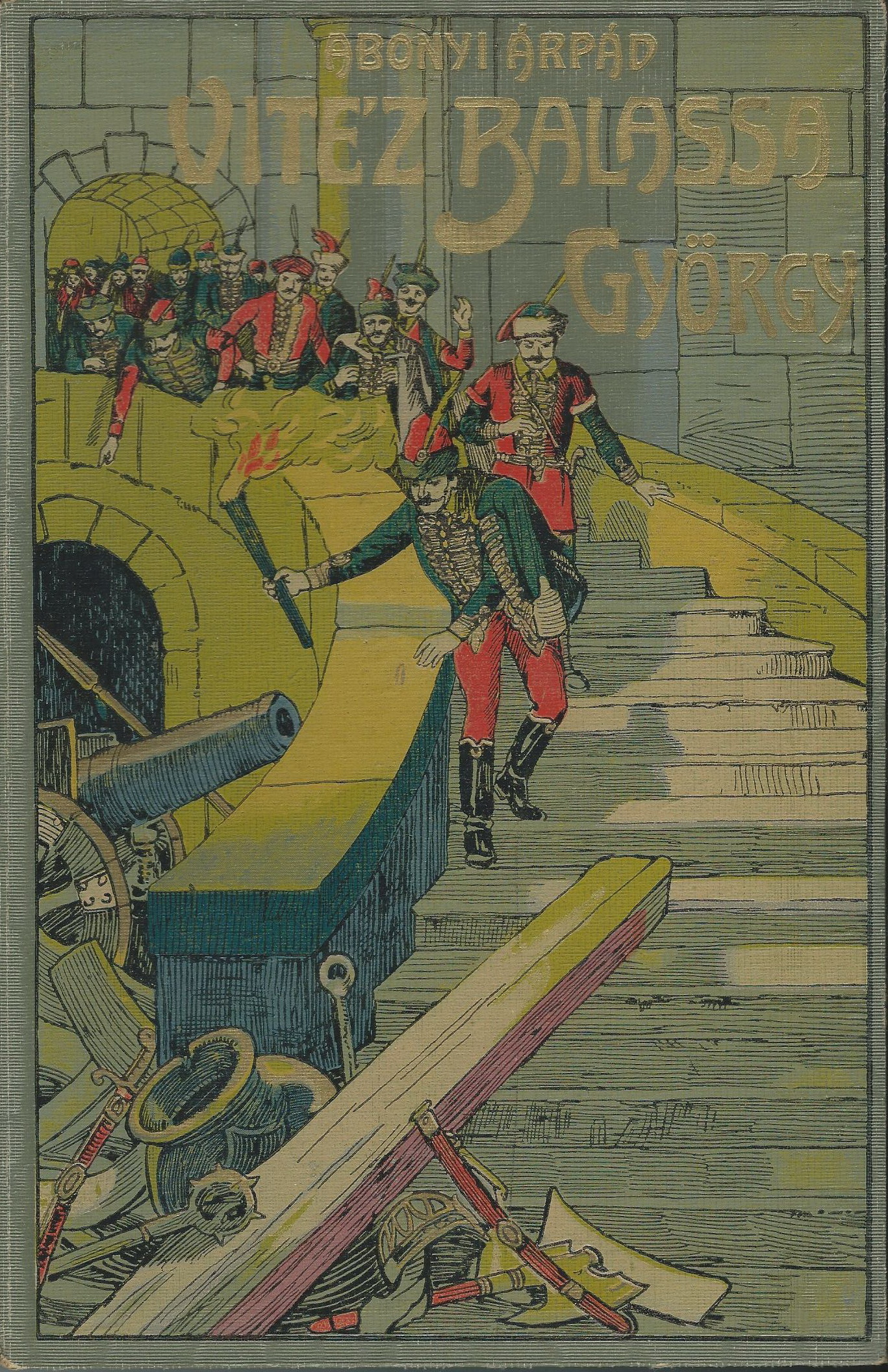
Vitéz Balassa György c. könyvének borítója

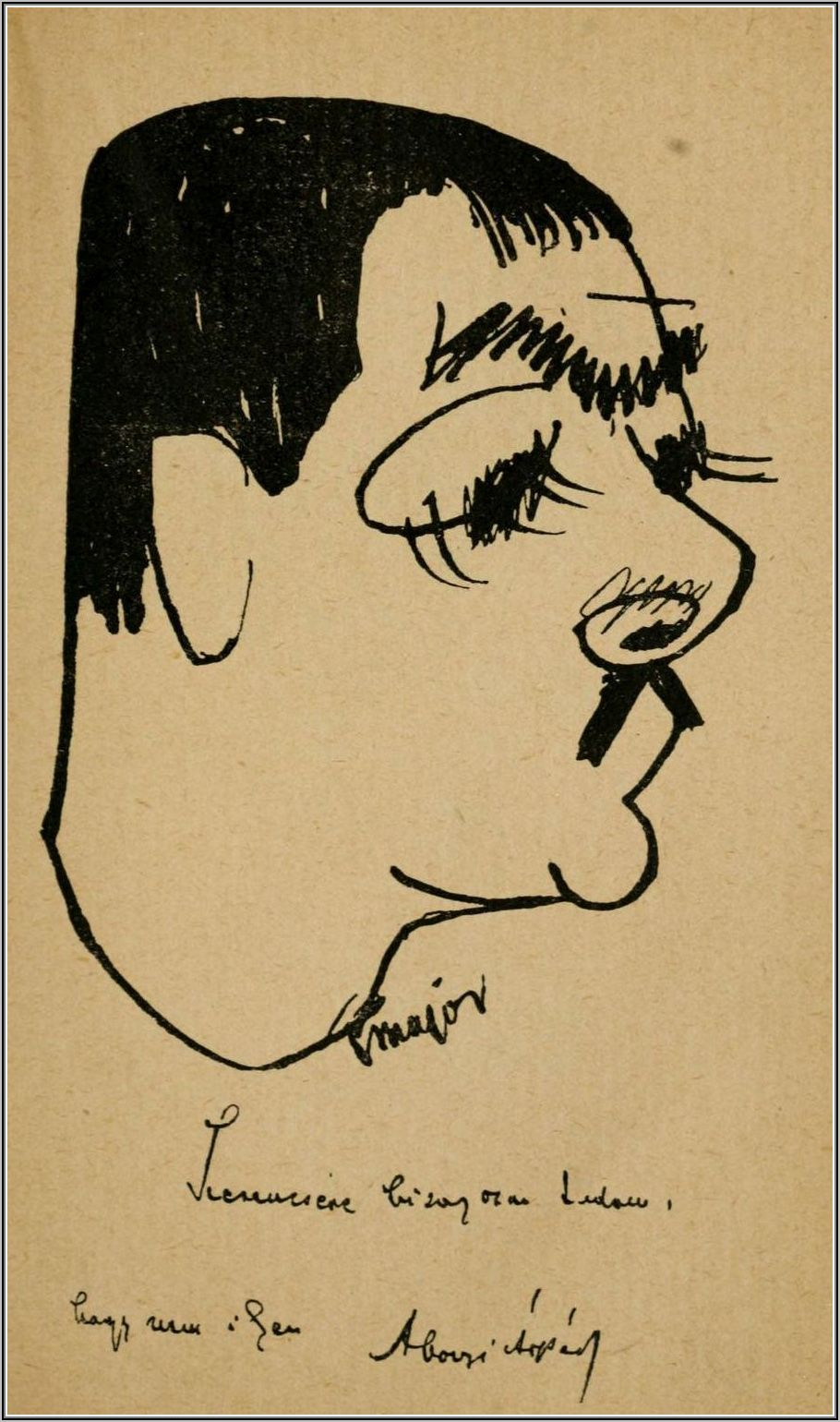
Major Henrik karikatúrája az íróról, 1913. Abonyi megjegyzése: „Szerencsére bizonyosan tudom, hogy nem ilyen. Abonyi Árpád sk.”

- Fülöp házassága. Regény; Szépirodalmi Könyvtár, Bp., 1891 (Szépirodalmi könyvtár)
- A nagyasszony. Regény; Szépirodalmi Könyvtár, Bp., 1892 (Szépirodalmi könyvtár)
- Bosnyák képek; Athenaeum, Bp., 1893 (Az Athenaeum olvasótára)
- A mammuth. Regény; Athenaeum, Bp., 1894 (Jeles elbeszélők kincsestára)
- Abonyi Árpád novellái, 1-2.; Athenaeum, Bp., 1894 (Az Athenaeum olvasótára)
- A második férj. Regény, 1-2.; Athenaeum, Bp., 1895 (Az Athenaeum olvasótára)
- Abonyi Árpád bosnyák novellái. Újabb sorozat; Athenaeum, Bp., 1896
- Jön a hajnal; Athenaeum, Bp., 1897 (Az Athenaeum olvasótára)
- A haldokló gladiátor (regény, 1898)
- Orvosok. Elbeszélések, 1-2.; Athenaeum, Bp., 1899 (Az Athenaeum olvasótára)
- A pilvai várda; Légrády, Bp., 1899 (Legjobb könyvek)
- A század gyermekei. 15 elbeszélés; Franklin, Bp., 1900 (Szépirodalmi könyvtár)
- Három magyar baka meg egy káplár kalandjai. Fiatal barátainak írta Abonyi Árpád; Singer-Wolfner, Bp., 1901
- A pavlinoi csoda. Regény; Pallas, Bp., 1901
- Férfiak. Tizenkét elbeszélés; Singer-Wolfner, Bp., 1902
- Két leány regénye. A Fráterek és a Grabowszkiak; Athenaeum, Bp., 1904
- Miklós vitéz. Világverő Mátyás király első ágyúhőse. Regényes elbeszélés; Magyar Könyvkiadó Társaság, Bp., 1905
- A havasok ura. Elbeszélés II. Rákóczi Ferencz idejéből; Magyar Könyvkiadó Társaság, Bp., 1906
- Magyar fiúk Afrikában. Regényes elbeszélés; Singer-Wolfner, Bp., 1907 (Filléres könyvtár)
- Ősemberek. Fantasztikus regény; Grill, Bp., 1908 (Magyar írók aranykönyvtára)
- A fehér asszony (regény, 1909)
- Frida kisasszony. Regény; Tolnai Világlapja Ny., Bp., 1914 (Világkönyvtár)
- Vitéz Balassa György (regényes elbeszélés, 1914)
- A vörös Regina (regény, 1918)
- Portyázó katonák. Egy "Streif-patrouille" kalandjai. Regényes elbeszélés; Légrády, Bp., 1919
- A pavlinoi csoda. Regény; Érdekes Újság, Bp., 1920 (Legjobb könyvek)

## Főbb színművei
- A Zách család. Dráma; Athenaeum Ny., Bp., 1895
- A kápolna
- A mikolai bíró
- A gyermek